# Aphaenogaster vapida
Aphaenogaster vapida är en myrart som beskrevs av Wheeler 1928. Aphaenogaster vapida ingår i släktet Aphaenogaster och familjen myror. Inga underarter finns listade i Catalogue of Life.